# Mughiphantes inermus
Mughiphantes inermus Tanasevič & Saaristo, 2006 è un ragno appartenente alla famiglia Linyphiidae.

## Etimologia
Il nome proprio della specie deriva dall'aggettivo latino inermus, -a, -um, dal significato di senza armi, e si riferisce agli esemplari esaminati che non possedevano processi spinali sulle zampe

## Caratteristiche
Gli esemplari maschili hanno lunghezza totale 1,93 mm; il cefalotorace è lungo 0,88 mm x 0,68 mm.

## Distribuzione
La specie è stata rinvenuta nel Nepal: l'olotipo maschile è stato reperito nel bosco misto di latifoglie di Mure e Hurure, nel Distretto di Sankhuwasabha; non sono stati rinvenuti esemplari femminili

## Tassonomia
Al 2013 non sono note sottospecie e non sono stati esaminati nuovi esemplari dal 2006.